# Nuke
Nuke 是数字王国发明，目前由英国The Foundry公司开发和销售的一款數位影视合成软件，广泛应用于电影和电视的后期合成。Nuke当前支持Microsoft Windows，Mac OS X，以及 Linux。
Nuke参与过很多著名影片的制作和合成，例如：《阿凡达》，《无姓之人》，《本杰明·巴顿奇事》，《金刚》，《时空骇客》，《机械公敌》，《生化危机3：灭绝》，《创：光速战记》，《爱丽丝梦游仙境》，《黑天鹅》和《霍比特人》系列电影。

## 产品[2]
- Nuke为独立的合成软件。
- NukeX拥有Nuke的所有功能，并且包含更多高级工具。
- Nuke Studio整合了NukeX的合成功能和Hiero的镜头管理功能。
- Hiero为镜头管理软件。
- HieroPlayer为功能简化的Hiero。
- Nuke Assist仅提供Nuke的基本功能。
- Nuke Non-Commercial为非商业的免费版本，拥有Nuke的绝大多数功能。

## 历史
1993年，Nuke由数字王国的Phil Beffrey和Bill Spitzak作为内部工具开发，第一个版本使用命令行界面工作。1994年推出了带有图形化界面的版本，该版本基于FLTK开发。
2001年，Nuke获得奥斯卡科技成果奖。2002年10月，数字王国成立子公司D2 Software并将Nuke正式推向市场。
2007年，Nuke的开发与销售权被The Foundry收购。

## 版本历史
- Nuke（"New Compositor"）——1993年[3]
- Nuke2——1994年[3]
- Nuke 4.5——2005年12月
- Nuke 4.7——2007年6月
- Nuke 5.0——2008年2月
- Nuke 6.0——2010年1月
- Nuke 6.1——2010年7月
- Nuke 6.2——2010年12月
- Nuke 6.3——2011年7月
- Nuke 7.0——2012年11月
- Nuke 8.0——2013年12月
- Nuke 9.0——2014年11月
- Nuke 10.0——2016年4月
- Nuke 10.5——2016年12月
- Nuke 11.0——2017年7月
- Nuke 11.1——2017年12月
- Nuke 11.2——2018年7月
- Nuke 11.3——2018年12月
- Nuke 12.0——2019年9月
- Nuke 12.1——2020年2月